# Afrički rog
Afrički rog (ili Somalijski poluotok), poluotok u Istočnoj Africi koji strši u Arapsko more i leži duž južne strane Adenskog zaljeva. On je najistočniji dio afričkog kontinenta, a ime je dobio zbog sličnosti s nosorogovim rogom.
Termin Afrički rog se odnosi na veću regiju koja obuhvaća republike Džibuti, Etiopiju, Eritreju i Somaliju, te se kao takav prostire na približno 2,000.000 km² na kojem živi 86,5 milijuna stanovnika.
Velika Somalija je nacionalistička težnja za stvaranjem ujedinjene somalske države na Afričkom rogu. Veliku Somaliju bi činile nekadašnje i sadašnje države koje su označene kao pet točaka zvijezde na nacionalnoj zastavi Somalije od nezavisnosti zemlje: bivše britanske i talijanske kolonije u današnjoj Somaliji, bivši francuski Somaliland (sada Džibuti), Ogaden u Etiopiji i Sjeveroistočna provincija u Keniji.

## Geografija i klima
Afrički rog je aridna regija gotovo jednako udaljena od ekvatora i rakove obratnice.
Sokotra je maleni otok u Indijskom oceanu blizu somalijske obale, koji se smatra dijelom Afrike. Površine je 3.600 kvadratnih km, a pripada Jemenu, najjužnijoj zemlji na Arapskom poluotoku.

## Povijest

### Antička povijest
Kraljevstvo Aksum bilo je smješteno u Etiopiji, Eritreji i Jemenu, a postojalo je između 3. i 11. stoljeća. Zbog strateškog položaja Roga Afrike, kraljevstvo je tijekom prošlosti ograničavalo pristup Crvenom moru.
Tijekom starog vijeka regija je bila izvor bioloških resursa. Stari Egipćani, Grci i Rimljani slali su ekspedicije u regiju radi tamjana, smirne, zmajeve krvi i cinobera, slijedivši Put tamjana. Zbog velikog bogatstva mirodijama Rimljani su tu regiju nazivali Regio Aromatica.

### Moderna povijest
Rog Afrike je regija koja se neprestano nalazi u krizi. Etiopija zauzima najveći dio Afričkog roga, a u njoj živi oko 85% stanovništva tog područja. Etiopska povijest je jako označena sukobima između muslimana i kršćana zbog resursa i prostora za življenje, jednako kao i između nacionalizma i marksizma-lenjinizma u modernim vremenima. Ostatak regije također se suočava s neprekidnim ratovima. Posljedica građanskog rata koji je 1977. izbio u Somaliji jest nefunkcionirajuća nacionalna vlast od 1991. godine. Sukobi su se također pojavili u Džibutiju i Eritreji.
Regija je redovno pod udarom prirodnih katastrofa kao što su suše (Etiopija) ili poplave (Somalija) koje posebice teško pogađaju ruralna područja. Posljedica toga je jedna od najviših razina neuhranjenosti u svijetu, pa se u regiji neprestano pojavljuju velike humanitarne krize. Između 1982. i 1992. godine na Afričkom rogu je umrlo oko dva milijuna ljudi zbog rata i gladi.
Rog Afrike je od 2002. godine glavni fokus pozornosti SAD-a, Francuske, Njemačke i jedanaest afričkih nacija koje se odnose na rat protiv terorizma.

## Kultura i etnicitet
Zemlje na Afričkome rogu međusobno su kulturno povezane i mnogo su bliže Arabiji nego ostatku Afrike. Lokalni ljudi su dugo vremena koristili plug za obrađivanju zemlje, a kao domaće životinje su čuvali arapske jednogrbe deve. Neke važne etnolingvističke grupe na Afričkom rogu su:
- u Džibutiju: Afari (Danakil) i Somalci (Issa),

- u Eritreji: Afari, Beni-Amer (Beja), Hidarb, Kunama (Baza), Nara (Nialetic), Saho (Irob), Rashaida, Tigre i Tigrinja,

- u Etiopiji: Amhara (Etiopljani, Abesinci), Afar (Danakil, Adali), Agaw/Awingi i Agaw/Kamyr, Bale, Borana, Daasenech (Reshiat), Gawwada (Gauwada), Gurage/Siltie, Hammer, Harari (Adere), Komuz, Libido (Maraqo), Mesengo (Majang), Mursi, Oromci (Azebul i Galla), Qemant, Saho, Sidama, Somalci, Sun, Tigrinja i Zayse,

- u Somaliji: Dabarre, Digil-Rahawlin, Garre, Jiiddu, Shambaara (Gosha), Somalci, Svahili (Baraawe) i Tunni.

## Ekonomija
Države regije ovise obilato o nekoliko ključnih izvoznih proizvoda:
Etiopija: kava čini 80% ukupnog izvoza.
Somalija: banane i stoka čine preko 50% ukupnog izvoza.

## Ekologija
Afrički rog je UNESCO-ova vruća točka biodiverziteta, te jedna od dvije u potpunosti aridne. Usprkos svemu Rog Afrike jako pati od prekomjerne ispaše, pa je ostalo još samo 5% njegova izvornog habitata. Druga velika prijetnja na otoku Socotri je razvitak infrastrukture.

### Fauna
Na Afričkome rogu je pronađeno 220 vrsta sisavaca. Među ugroženim vrstama te regije nalazi se nekoliko antilopa poput beire, dibataga, srebrnog dikdika i Spekeove gazele. Ostale značajne vrste uključuju somalskog divljeg konja, pustinjsku bradavičastu svinju, hamadrijase, somalskog pigmejskog gerbila, amodila i Spekeovog pektinatora. Grevyjeva zebra je jedinstveni divlji konj u regiji.
Neke važne vrste ptica na Rogu jesu Bulo Burti boubou, zlatnokrila zimovka, Warsangli linnet i džibutski frankolin.
Na Afričkom rogu nalazi se više endemičnih gmazova nego bilogdje u Africi. Od oko 90 vrsta preko 285 je pronađeno isključivo ondje. Među endemičnim rodovima gmazova spadaju Haackgreerius, Haemodracon, Ditypophis, Pachycalamus i Aeluroglena. Polovica tih rodova su jedinstvene za otok Socotru. Vodozemci su za razliku od gmazova slabo zastupljeni u regiji.
Na području Afričkog roga nalazi se oko 100 vrsta slatkovodnih riba, a otprilike njih 10 su endemične. Među endemičnim vrstama nalaze se spiljski stanovnici somalska slijepa kopljača i somalska spiljska riba.

### Flora
Procjenjuje se da se na Afričkom rogu nalazi 5 000 vrsta vaskularnih biljaka od kojih je polovica endemična. Endemizam je najrazvijeniji na Socotri i sjevernoj Somaliji. Regija ima dvije endemične biljne obitelji: Barbeyaceae i Dirachmaceae. Među ostalim značajnim vrstama spada stablo krastavca koje živi jedino na Socotri, Bankoualéova palma, jeheb orah i somalska ciklama.

## Više informacija
- Geografija Afrike
- Povijest Džibutija
- Povijest Eritreje
- Povijest Etiopije
- Povijest Somalije
- Punt
- Usporedi: Afrička udubina
- Usporedi: Rt Horn, najjužnija točka Južne Amerike